# California (1947)
California ist ein US-amerikanischer Western aus dem Jahr 1947 von John Farrow mit Ray Milland und Barbara Stanwyck in den Hauptrollen. Der in Technicolor gedrehte Film wurde von Paramount Pictures produziert.

## Handlung
Während des kalifornischen Goldrauschs hält ein Planwagenzug unter der Führung des Deserteurs und ehemaligen Armeeleutnants Jonathan Trumbo in einer Kleinstadt. Dort wird die allein reisende Lily Bishop aus dem Saloon geworfen und des Betrugs beim Pokern beschuldigt. Lily bittet darum, sich dem Planwagenzug anschließen zu dürfen. Zwar lehnt Trumbo ab, doch der freundliche alte Farmer Michael Fabian lädt sie ein, mit ihm zu fahren. Während der gesamten Reise ist Trumbo unfreundlich zu Lily und sie wird von den Frauen abgewiesen. Als Lily Trumbo eines Abends beim Pokern schlägt, beschuldigt er sie des Betrugs. Später küsst er sie, doch sie schwört Rache. Als die Nachricht eintrifft, dass in Kalifornien Gold gefunden wurde, lassen die Pioniere ihre Wagen zurück und eilen nach Westen. Entschlossen, ihr eigenes Vermögen zu machen, zieht Lily mit dem rauen Booth Pennock mit. Trumbo versucht, sich bei Lily zu entschuldigen, doch Pennock peitscht ihn aus, als sie losreiten. Fabian pflegt Trumbos Schulter und fährt mit ihm weiter nach Westen.
Einige Zeit später kommt der Wagenzug in Pharaoh City an, das vom ehemaligen Sklavenhändler Pharaoh Coffin regiert wird, der entschlossen ist, Kalifornien zu einem unabhängigen Nationalstaat unter seiner Herrschaft zu machen. Im Golden Lily Saloon, der Lily gehört, erzählt ein Farmer namens Whitey Trumbo, dass Coffin die Farmer von ihrem Land vertrieben hat, indem er exorbitante Preise für Wasser und Schutz verlangt. Lily rettet Trumbo, der von Coffins Handlanger Pike zusammengeschlagen wird. Als er aufwacht, warnt Lily ihn, nie wieder einen Fuß in ihren Saloon zu setzen. Trumbo kann jedoch den Saloon beim Poker gewinnen. Nachdem er sich Coffins Befehl, sich seiner Bande anzuschließen, widersetzt, wird Trumbo geschlagen und auf ein Pferd gesetzt. Nach seiner Rettung durch zwei Mexikaner schwört er Rache. In der Zwischenzeit zieht Lily in Coffins Hacienda. In der Hoffnung, die Politiker des Staates davon zu überzeugen, sich der Eingliederung in die Vereinigten Staaten zu widersetzen, veranstaltet Coffin eine Fiesta und plant heimlich eine bewaffnete Beschlagnahme von Regierungseigentum. Als Trumbo einen Armeeoffizier vor der Beschlagnahme warnt, wird er daran erinnert, dass er als Deserteur vor ein Kriegsgericht gestellt werden könnte, wenn sich Coffins Unschuld erweist.
Trumbo hat 90 Tage Zeit, um einen Sprecher für den Anschluss Kaliforniens zu finden, der auf der „Monterey Convention“ erscheinen soll, wo er zum Anwalt des Staates gewählt wird. Trumbo wählt Fabian, und dieser wird zum Sprecher gewählt. Obwohl Lily Fabian warnt, dass er getötet wird, wenn er Coffin zuwiderhandelt, hält er eine Rede, in der er Coffin beschuldigt, versucht zu haben, Kalifornien zu einem unabhängigen Imperium zu machen. Tatsächlich versucht einer von Coffins Männern, Fabian zu erschießen, aber ein loyaler Farmer fängt die Kugel ab. Nachdem Trumbo den Angreifer erschossen hat, wenden sich seine Anhänger von Coffin ab. Lily erkennt, zu welchen Verbrechen Coffin in seiner Gier nach Macht bereit ist.
Am nächsten Morgen bittet Coffin auf seiner Hacienda einen Pater, ihn und Lily zu verheiraten. Jedoch ist sie geflohen, um Fabian zu warnen, kommt jedoch zu spät, da Fabian in seinem Weinberg von Coffins Bande getötet wird, bevor Trumbo und seine Truppe eintreffen. Auf der Hacienda findet Trumbo Coffin, der halluziniert, dass die Sklaven auf seinem Schiff sich befreit haben und ihn töten wollen. Lily erschießt Coffin und rettet Trumbo. Später besuchen sie Fabians Grab, wo Trumbo Lily sagt, dass er zur Armee zurückkehren wird. Sie verspricht, dass sie auf ihn warten wird.

## Hintergrund
Gedreht wurde der Film vom 4. Januar bis Ende Februar 1951 auf der Iverson Movie Ranch in Chatsworth sowie in den MGM-Studios in Universal City.
Ursprünglich sollte der Drehbuchautor Albert Hackett Regie führen und das Drehbuch schreiben, wurde aber später ersetzt. Hackett blieb Drehbuchautor und führte nie Regie bei einem Spielfilm. Im Sommer 1945 wurde bekannt gegeben, dass Alan Ladd und Betty Hutton in dem Film mitspielen. Im September 1945 hatte Hutton die Rolle abgelehnt, um in die Flitterwochen zu fahren. Ladd wurde am 22. August 1945 von Paramount suspendiert, weil er sich weigerte, zu den Vorarbeiten für den Film zu erscheinen, nachdem ihm die Studiochefs mehr Geld verweigert hatten. Anfang November 1945 einigten sich Ladd und das Studio, aber Ray Milland war bereits für den Film vorgesehen.
Teile des Films wurden in Flagstaff und Cameron, beides in Arizona, auf der Iverson Ranch in Chatsworth und in Calabasas gedreht. In der Filmmontage zur Titelmusik sind Küste von Monterey, die Golden Gate Bridge in San Francisco, Autobahnszenen im kalifornischen Redwood-Nationalpark, die Mission von San Juan Capistrano, Orangenhaine im San Bernardino County, Wildblumen in der Nähe von Bakersfield, die schneebedeckten Gipfel von Mount Whitney, San Jacinto Peak und Mount San Antonio, Pfirsich- und Apfelplantagen im Santa Clara County und in Santa Rosa sowie Gemüsefelder in Bakersfield und im Imperial Valley. Laut einem Presseartikel vom 13. Januar 1946 baute Paramount einen Weinberg in Brent’s Crags nach. Für den Wagenzug wurden alte Conestoga-Planwagen verwendet. Auf Anraten von Dr. John Walton Caughey, Geschichtsprofessor an der UCLA, wurden keine weißgesichtigen Hereford-Rinder im Film verwendet, da diese in den Vereinigten Staaten erst nach den 1840er Jahren gezüchtet wurden. Die Amethyst-Tiara und die Halskette, die Barbara Stanwyck im Film trug, waren Erbstücke des Regisseurs John Farrow.
Da 1946 der hundertste Jahrestag der Übernahme Kaliforniens von Mexiko durch die USA war, arrangierte Farrow eine Vorabvorführung des Films in Sacramento für den Gouverneur von Kalifornien, Earl Warren, die Vorsitzenden der „Native Sons and Daughters of the Golden West“ und andere Würdenträger. Das Datum der eigentlichen Vorpremiere wurde nicht bekannt gegeben. Am 27. Januar 1947 wurde berichtet, dass die verschiedenen historischen Gesellschaften in Kalifornien verärgert waren, dass Paramount die Premiere des Films am 14. Januar 1947 in New York abgehalten hatte, insbesondere weil Kalifornien sich darauf vorbereitete, den 100. Jahrestag der Entdeckung von Gold in Nordkalifornien und seiner Aufnahme als Bundesstaat in die Vereinigten Staaten zu feiern. Berichten zufolge hielt Paramount als Reaktion auf den Protest eine Sonderpremiere in Monterey, zwei Wochen nach der Premiere in New York, ab.
Roland Anderson und Hans Dreier oblag die künstlerische Leitung. Sam Comer und Ray Moyer waren für das Szenenbild zuständig, Edith Head und Gile Steele für die Kostüme, Wally Westmore und Charles Gemora für das Maskenbild. Devereaux Jennings, Gordon Jennings und Paul K. Lerpae schufen die Spezialeffekte. Herbert Coleman arbeitete als Regieassistent, zweiter Regieassistent war Michael D. Moore. Archie R. Dalzell war zweiter Kameraführer, Gerd Oswald Koordinator der Produktion.
Als Stuntman fungierte Richard Farnsworth.

## Musik
Folgende Songs von Earl Robinson und E. Y. Harburg wurden im Film gespielt: California, California or Bust, I Should ‘a Stood in Massachusetts, The Gold Rush, Lily-I-Lay-De-O und Said I to My Heart, Said I.
Sidney Cutner, George Parrish und Leo Shuken leiteten das Orchester, Phil Boutelje unterstützte Komponist Young. Gérard Carbonara komponierte zusätzliche Musikstücke, Ken Lane war Textarrangeur.

## Synchronisation
| Rolle                 | Schauspieler     | Deutscher Synchronsprecher |
| --------------------- | ---------------- | -------------------------- |
| Jonathan Trumbo       | Ray Milland      | Peter Pasetti              |
| Lily Bishop           | Barbara Stanwyck | Till Klockow               |
| Michael Fabian        | Barry Fitzgerald | Bruno Hübner               |
| Pharaoh Coffin        | Goerge Coulouris | Hans Hinrich               |
| Pike                  | Albert Dekker    | Wolfgang Eichberger        |
| Don Luis Rivera       | Anthony Quinn    | Heinz Engelmann            |
| Booth Pennock         | Gavin Muir       | Harald Wolff               |
| Col. Stuart           | Roman Bohnen     | Rudolf Reiff               |
| Sen. Creel            | Howard Freeman   | Otto Wernicke              |
| Willoughby            | Stanley Andrews  | Anton Reimer               |
| Mike                  | Lester Dorr      | Wolfgang Preiss            |
| Kavallerie-Lieutenant | Frank Ferguson   | Klaus W. Krause            |
| Elwyn Smith           | Tommy Tucker     | Axel Jahn                  |

Arnold Marquis sprach einen von Trumbos Helfern, der Schauspieler konnte nicht ermittelt werden.
Anmerkung: Die kursiv geschriebenen Namen sind Rollen und Darsteller, die nicht im Abspann erwähnt wurden.

## Veröffentlichung
Die Premiere des Films fand am 14. Januar 1947 in New York statt. Am 14. Juli 1950 kam er in Österreich, am 24. Oktober 1950 in der Bundesrepublik Deutschland in die Kinos.

## Kritiken
Der Filmkritiken-Aggregator Rotten Tomatoes hat in einer Auswertung ein Publikumsergebnis von 70 Prozent positiver Bewertungen ermittelt.
Bosley Crowther von der The New York Times befand, der Film sei ein richtiger Wahnsinns-Western, in dem weder die Pferde noch die Schauspieler verschont bleiben. Und da er in Technicolor sei, sehe er auch noch mächtig hübsch aus. Alle Elemente des rauen Dramas wurden im Drehbuch von Theodore Strauss und Frank Butler sauber und offen umgesetzt, dazu noch mit einigen gut formulierten Dialogen. John Farrow habe dafür gesorgt, dass diese Elemente mit gleichmäßiger Geschwindigkeit über die Leinwand wirbeln. Sicher sei das Gold in diesem Film nicht rein, aber es glitzere mit einem ganz betörenden Glanz.
Das Lexikon des internationalen Films schrieb: „Mit großem Aufwand gestalteter Edelwestern, der durch Spannung, einigen Humor und eine Liebesgeschichte gut unterhält.“
Die Filmzeitschrift Cinema befand: „Glamour-Western, angenehm altmodisch.“